# Serie A 1972-1973
La Serie A 1972-1973 è stata la 71ª edizione della massima serie del campionato italiano di calcio (la 41ª a girone unico), disputata tra il 24 settembre 1972 e il 20 maggio 1973 e conclusa con la vittoria della Juventus, al suo quindicesimo titolo, il secondo consecutivo.
Capocannonieri del torneo sono stati Paolo Pulici (Torino), Gianni Rivera (Milan) e Giuseppe Savoldi (Bologna) con 17 reti a testa.

## Stagione

### Calciomercato

L'attaccante Altafini e il portiere Zoff, neoacquisti della Juventus riconfermatasi campione d'Italia.

La Juventus rinforzò l'organico campione uscente con due pedine del Napoli: il «gran colpo» dell'estate fu rappresentato dal nuovo numero uno Zoff, tra i migliori portieri della sua generazione – e che nel corso dell'annata stabilirà l'allora record d'imbattibilità della Serie A a girone unico (903'), in essere per i successivi ventuno anni –, a cui si aggiunse una «scommessa» personale del general manager bianconero Italo Allodi, il trentaquattrenne Altafini in attacco; quest'ultimo, lasciato libero dai partenopei per via di un presunto declino fisico, al contrario a Torino andò incontro a una seconda giovinezza sottorete, in particolar modo subentrando dalla panchina.
Assolutamente non quotata nei pronostici estivi relativi allo scudetto era la neopromossa Lazio del presidente Umberto Lenzini, che tuttavia, già vantando un buon organico in ottica salvezza, in estate si potenziò ulteriormente con gli innesti dei centrocampisti Frustalupi e Re Cecconi oltreché dell'ala Garlaschelli, lasciando infine campo libero alle idee dell'allenatore Tommaso Maestrelli fautore di una squadra «mobilissima», ispirata alle contemporanee innovazioni portate dal calcio totale olandese, «in cui tutti difendono e attaccano».
Simili concetti erano alla base dell'exploit di un'altra neopromossa, la Ternana prima rappresentante dell'Umbria in Serie A, e pochi mesi addietro vincitrice a sorpresa del campionato di Serie B, pur a fronte di una rosa non eccelsa, grazie soprattutto al credo calcistico del suo allenatore Corrado Viciani, un gioco corto fatto di possesso palla e pressing e anch'esso debitore verso le novità olandesi del tempo.

### Avvenimenti

#### Girone di andata

Un momento di Milan-Atalanta del 15 ottobre 1972, terminata 9-3, tuttora un record per numero di reti segnate in una partita della Serie A a girone unico.

La Juventus vinse il titolo, così come i suoi due precedenti (nel 1966-1967 e nel 1971-1972), grazie soprattutto a una serie di risultati positivi ottenuti nella fase finale del torneo. Il campionato iniziò il 24 settembre 1972; già una settimana dopo nessuna squadra poteva vantare più punteggio pieno. La prima a uscire dal gruppo di testa, dopo una parentesi della Roma, fu a sorpresa la neopromossa Lazio: i biancocelesti seppero resistere e, seppur superati dalle milanesi, le inseguirono tenacemente anche grazie ai gol dell'attaccante Chinaglia.
Il 21 gennaio 1973 il simbolico titolo di campione d'inverno fu condiviso da Milan e Juventus a quota 22 punti, uno in più di Lazio e Inter.

#### Girone di ritorno
Il 4 marzo la Juventus perse il derby torinese e il Milan, vittorioso a Vicenza, si staccò; un mese dopo, il 7 aprile, per i piemontesi le speranze di confermare lo scudetto parevano ormai vane dopo essere usciti sconfitti anche dall'anticipo di Firenze, tantopiù che il giorno dopo meneghini e laziali, entrambi corsari sui campi di Genova e Cagliari, andarono rispettivamente a +5 e +2. Tuttavia lo scenario si riaprì dopo appena due settimane. Nello scontro diretto all'Olimpico di Roma i biancocelesti batterono i rossoneri, in una partita macchiata da un giallo: gli ospiti stavano perdendo 1-2 quando Chiarugi, a pochi minuti dal termine, realizzò il gol del virtuale pareggio; l'arbitro Lo Bello annullò la rete per fuorigioco, poi giudicato inesistente dalla moviola. Fatto sta che grazie a questa vittoria, la Lazio raggiunse in testa il Milan, mentre la Juventus, piegando contemporaneamente il L.R. Vicenza, ritornò in gioco portandosi a −2.

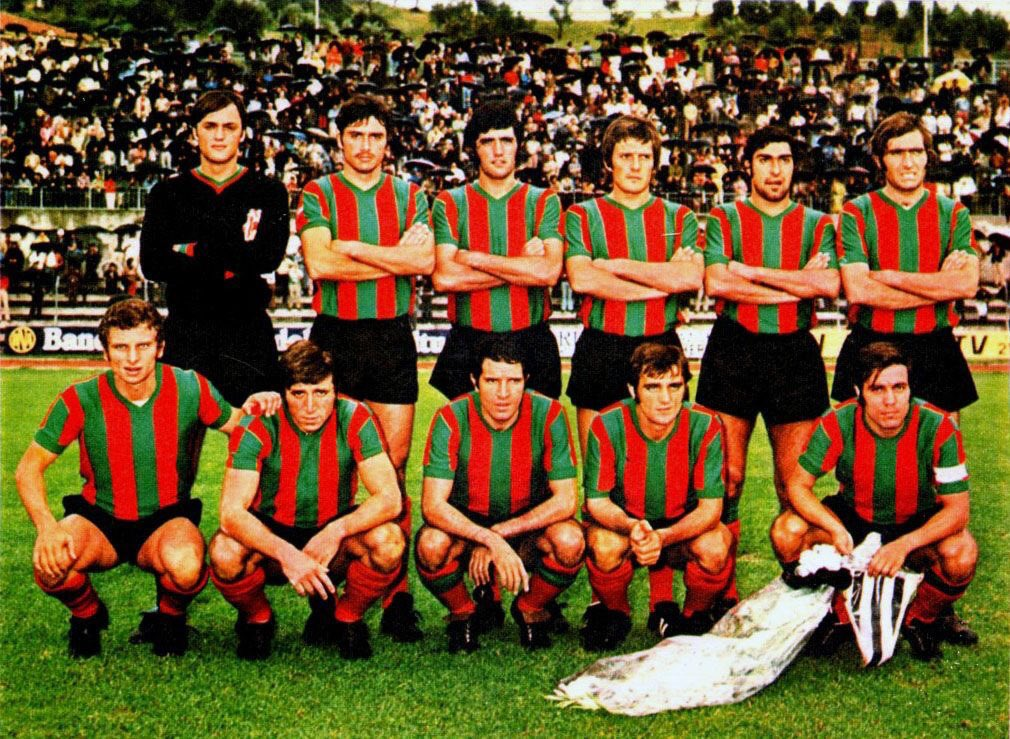
La debuttante segnò l'esordio assoluto in Serie A per una formazione dell'Umbria; nonostante il buon avvio, un calo di rendimento alla distanza non permise ai rossoverdi di mantenere la categoria.

Nelle ultime giornate la situazione fu confusa: i laziali mostrarono segni di cedimento, i lombardi non seppero approfittarne appieno mentre i piemontesi, autori di un filotto di vittorie, si reinserirono con successo. A un turno dalla fine, la classifica recitava: Milan 44 punti, Lazio e Juventus 43. I rossoneri avevano di fronte l'avversario sulla carta più abbordabile, il Verona; tuttavia in settimana erano stati impegnati nella vittoriosa ma sfiancante finale di Coppa delle Coppe a Salonicco e perciò avevano chiesto, inutilmente, di posticipare la trasferta veneta. Il 20 maggio, al Bentegodi gli «sfiniti» uomini di Nereo Rocco andarono inaspettatamente sotto di quattro gol: il risultato finale, contro ogni pronostico, fu una netta vittoria 5-3 per gli scaligeri. Frattanto la Juventus, all'intervallo, perdeva di misura in casa della Roma; il contemporaneo 0-0 della Lazio al San Paolo avrebbe portato allo spareggio tra meneghini e capitolini.
I minuti finali furono movimentati, soprattutto per quanto accadde sul campo di Roma: già Altafini aveva segnato l'1-1 al 61' (risultato che, con tutte le squadre a quota 44, avrebbe portato a uno spareggio a tre), e quando Cuccureddu ribaltò la situazione trovando il 2-1 a 3' dalla fine, la Lazio si lasciò superare dal Napoli. Decisiva fu la caduta dei rossoneri, in quella che passerà alla storia come la fatal Verona: il Milan si vide sfuggire la possibile stella, lasciando di fatto strada libera ai bianconeri per il loro quindicesimo scudetto.

La neopromossa, rivelazione del campionato e in lotta sino all'ultima giornata per lo scudetto.

Tranquilli i piazzamenti europei di Fiorentina e Inter, mentre quello del Torino arrivò in pratica a 90' dalla conclusione, dopo la sconfitta del Bologna a Milano. Deludente si rivelò il campionato della Roma che, nonostante il buon inizio, scivolò presto nella zona calda della classifica ottenendo solamente l'obiettivo minimo della salvezza, peraltro raggiunta sul filo di lana all'ultimo turno e per differenza reti.
Retrocedettero in anticipo due neopromosse, l'esordiente Ternana che non seppe capitalizzare la discreta verve mostrata in avvio, calando inesorabilmente alla distanza, e il Palermo; umbri e siciliani chiusero il campionato con appena 3 vittorie a testa. A far loro compagnia si aggiunse, dopo due stagioni, un'Atalanta che sembrava relativamente in salvo sino a tre giornate dal termine, prima di andare incontro ad altrettante sconfitte tra cui l'ultima e decisiva contro la diretta rivale Lanerossi, che condannò i bergamaschi alla Serie B per via della peggior differenza reti: a posteriori risultò fatale agli orobici il pesante 9-3 subìto contro il Milan a San Siro il 15 ottobre 1972, a tutt'oggi la partita con più gol nella storia della Serie A a girone unico.
La classifica dei capocannonieri fu vinta da ben tre giocatori – fin qui per l'unica volta da quando esiste la Serie A a girone unico –, tutti nomi inediti, alla pari con 17 gol: Savoldi del Bologna, Pulici del Torino e Rivera del Milan, quest'ultimo il secondo centrocampista (dopo Valentino Mazzola) a primeggiare nella classifica marcatori.

## Squadre partecipanti
| Club         | Stagione | Città    | Stadio                       | Stagione precedente           |
| ------------ | -------- | -------- | ---------------------------- | ----------------------------- |
| Atalanta     | dettagli | Bergamo  | Stadio Comunale              | 10º posto in Serie A          |
| Bologna      | dettagli | Bologna  | Stadio Comunale              | 11º posto in Serie A          |
| Cagliari     | dettagli | Cagliari | Stadio Sant'Elia             | 4º posto in Serie A           |
| Fiorentina   | dettagli | Firenze  | Stadio Comunale              | 5º posto in Serie A           |
| Inter        | dettagli | Milano   | Stadio San Siro              | 5º posto in Serie A           |
| Juventus     | dettagli | Torino   | Stadio Comunale di Torino    | 1º posto in Serie A           |
| L.R. Vicenza | dettagli | Vicenza  | Stadio Romeo Menti           | 12º posto in Serie A          |
| Lazio        | dettagli | Roma     | Stadio Olimpico              | 2º posto in Serie B, promossa |
| Milan        | dettagli | Milano   | Stadio San Siro              | 2º posto in Serie A           |
| Napoli       | dettagli | Napoli   | Stadio San Paolo             | 8º posto in Serie A           |
| Palermo      | dettagli | Palermo  | Stadio La Favorita           | 3º posto in Serie B, promosso |
| Roma         | dettagli | Roma     | Stadio Olimpico              | 7º posto in Serie A           |
| Sampdoria    | dettagli | Genova   | Stadio Luigi Ferraris        | 8º posto in Serie A           |
| Ternana      | dettagli | Terni    | Stadio Libero Liberati       | 1º posto in Serie B, promossa |
| Torino       | dettagli | Torino   | Stadio Comunale di Torino    | 2º posto in Serie A           |
| Verona       | dettagli | Verona   | Stadio Marcantonio Bentegodi | 13º posto in Serie A          |

## Allenatori e primatisti
| Squadra           | Allenatore                                            | Calciatore più presente                                                                                | Cannoniere                                                                               |
| ----------------- | ----------------------------------------------------- | --- | ---------------------------------------------------------------------------------------- |
| Atalanta          | Giulio Corsini                                        | Bruno Divina (30)                                                                                      | Alberto Carelli, Sergio Pellizzaro (4)                                                   |
| Bologna           | Bruno Pesaola                                         | Ivan Gregori, Tazio Roversi, Giuseppe Savoldi (30)                                                     | Giuseppe Savoldi (17)                                                                    |
| Cagliari          | Edmondo Fabbri                                        | Mario Brugnera, Comunardo Niccolai (30)                                                                | Gigi Riva (12)                                                                           |
| Fiorentina        | Nils Liedholm                                         | Franco Superchi (30)                                                                                   | Sergio Clerici (10)                                                                      |
| Inter             | Giovanni Invernizzi (1ª-23ª) Enea Masiero (24ª-30ª)   | Tarcisio Burgnich (30)                                                                                 | Roberto Boninsegna (12)                                                                  |
| Juventus          | Čestmír Vycpálek                                      | Dino Zoff (30)                                                                                         | José Altafini (9)                                                                        |
| Lanerossi Vicenza | Gianni Seghedoni (1ª-9ª) Héctor Puricelli (10ª-30ª)   | Adriano Bardin, Fabrizio Berni, Renato Faloppa (30)                                                    | Gian Paolo Galuppi (5)                                                                   |
| Lazio             | Tommaso Maestrelli                                    | Giorgio Chinaglia, Mario Frustalupi, Franco Nanni, Giancarlo Oddi, Felice Pulici, Giuseppe Wilson (30) | Giorgio Chinaglia (10)                                                                   |
| Milan             | Cesare Maldini e Nereo Rocco (D.T.)                   | Romeo Benetti (29)                                                                                     | Gianni Rivera (17)                                                                       |
| Napoli            | Giuseppe Chiappella                                   | Mario Zurlini (30)                                                                                     | Oscar Damiani (6)                                                                        |
| Palermo           | Umberto Pinardi (1ª-22ª) Alvaro Biagini (23ª-30ª)     | Spartaco Landini (30)                                                                                  | Arturo Ballabio (3)                                                                      |
| Roma              | Helenio Herrera (1ª-24ª) Antonio Trebiciani (25ª-30ª) | Alberto Ginulfi, Elvio Salvori (30)                                                                    | Valerio Spadoni (7)                                                                      |
| Sampdoria         | Heriberto Herrera                                     | Giovanni Lodetti, Marco Rossinelli, Nello Santin (30)                                                  | Giancarlo Salvi (6)                                                                      |
| Ternana           | Corrado Viciani                                       | Renato Luchitta, Mario Russo (29)                                                                      | Bruno Beatrice, Antonio Cardillo, Renato Luchitta, Giorgio Mastropasqua, Angelo Rosa (2) |
| Torino            | Gustavo Giagnoni                                      | Natalino Fossati, Luciano Zecchini (30)                                                                | Paolino Pulici (17)                                                                      |
| Verona            | Giancarlo Cadè                                        | Luigi Mascalaito, Franco Nanni, Pier Luigi Pizzaballa (30)                                             | Emiliano Mascetti, Gianfranco Zigoni (7)                                                 |

## Classifica finale
|         | Pos. | Squadra      | Pt | G  | V  | N  | P  | GF | GS | DR  |
| ------- | ---- | ------------ | -- | -- | -- | -- | -- | -- | -- | --- |
|         | 1.   | Juventus     | 45 | 30 | 18 | 9  | 3  | 45 | 22 | +23 |
| [ N 1 ] | 2.   | Milan        | 44 | 30 | 18 | 8  | 4  | 65 | 33 | +32 |
|         | 3.   | Lazio        | 43 | 30 | 16 | 11 | 3  | 33 | 16 | +17 |
|         | 4.   | Fiorentina   | 37 | 30 | 16 | 5  | 9  | 39 | 26 | +13 |
|         | 4.   | Inter        | 37 | 30 | 15 | 7  | 8  | 32 | 23 | +9  |
|         | 6.   | Torino       | 31 | 30 | 11 | 9  | 10 | 33 | 21 | +12 |
|         | 7.   | Bologna      | 31 | 30 | 11 | 9  | 10 | 33 | 31 | +2  |
|         | 8.   | Cagliari     | 29 | 30 | 9  | 11 | 10 | 26 | 28 | -2  |
|         | 9.   | Napoli       | 28 | 30 | 7  | 14 | 9  | 18 | 20 | -2  |
|         | 10.  | Verona       | 26 | 30 | 5  | 16 | 9  | 28 | 34 | -6  |
|         | 11.  | Roma         | 24 | 30 | 6  | 12 | 12 | 23 | 28 | -5  |
|         | 12.  | Sampdoria    | 24 | 30 | 5  | 14 | 11 | 16 | 25 | -9  |
|         | 13.  | L.R. Vicenza | 24 | 30 | 7  | 10 | 13 | 15 | 31 | -16 |
|         | 14.  | Atalanta     | 24 | 30 | 5  | 14 | 11 | 16 | 33 | -17 |
|         | 15.  | Palermo      | 17 | 30 | 3  | 11 | 16 | 13 | 41 | -28 |
|         | 16.  | Ternana      | 16 | 30 | 3  | 10 | 17 | 14 | 37 | -23 |

Legenda:
      Campione d'Italia e qualificata in Coppa dei Campioni 1973-1974.
      Qualificato in Coppa delle Coppe 1973-1974.
      Qualificate in Coppa UEFA 1973-1974.
      Retrocesse in Serie B 1973-1974.
Regolamento:
Due punti a vittoria, uno a pareggio, zero a sconfitta.
In caso di parità di punti era in vigore il pari merito, eccetto per i posti salvezza-retrocessione e qualificazione-esclusione dalla Coppa UEFA (differenza reti) nonché per l'assegnazione dello scudetto (spareggio).
Note:
Il  Lanerossi Vicenza fu designato dalla Lega Nazionale Professionisti per la Coppa Mitropa 1973-1974.

### Squadra campione
| Formazione tipo                                                                                                | Giocatori (presenze)      |
| --- | ------------------------- |
| Zoff Salvadore Spinosi Morini Marchetti Furino Capello Altafini Causio Anastasi Bettega                        | Dino Zoff (30)            |
| Zoff Salvadore Spinosi Morini Marchetti Furino Capello Altafini Causio Anastasi Bettega                        | Luciano Spinosi (25)      |
| Zoff Salvadore Spinosi Morini Marchetti Furino Capello Altafini Causio Anastasi Bettega                        | Gianpietro Marchetti (28) |
| Zoff Salvadore Spinosi Morini Marchetti Furino Capello Altafini Causio Anastasi Bettega                        | Giuseppe Furino (27)      |
| Zoff Salvadore Spinosi Morini Marchetti Furino Capello Altafini Causio Anastasi Bettega                        | Francesco Morini (24)     |
| Zoff Salvadore Spinosi Morini Marchetti Furino Capello Altafini Causio Anastasi Bettega                        | Sandro Salvadore (28)     |
| Zoff Salvadore Spinosi Morini Marchetti Furino Capello Altafini Causio Anastasi Bettega                        | José Altafini (23)        |
| Zoff Salvadore Spinosi Morini Marchetti Furino Capello Altafini Causio Anastasi Bettega                        | Franco Causio (28)        |
| Zoff Salvadore Spinosi Morini Marchetti Furino Capello Altafini Causio Anastasi Bettega                        | Pietro Anastasi (27)      |
| Zoff Salvadore Spinosi Morini Marchetti Furino Capello Altafini Causio Anastasi Bettega                        | Fabio Capello (27)        |
| Zoff Salvadore Spinosi Morini Marchetti Furino Capello Altafini Causio Anastasi Bettega                        | Roberto Bettega (27)      |
| Altri giocatori: Antonello Cuccureddu (22), Helmut Haller (18), Silvio Longobucco (12), Gianluigi Savoldi (6). |                           |

## Risultati

### Tabellone
|                   | ATA  | BOL  | CAG  | FIO  | INT  | JUV  | L.R  | LAZ  | MIL  | NAP  | PAL  | ROM  | SAM  | TER  | TOR  | VER  |
| ----------------- | ---- | ---- | ---- | ---- | ---- | ---- | ---- | ---- | ---- | ---- | ---- | ---- | ---- | ---- | ---- | ---- |
| Atalanta          | –––– | 1-0  | 0-0  | 1-1  | 0-0  | 0-2  | 0-1  | 1-1  | 1-1  | 0-0  | 1-0  | 1-0  | 0-2  | 0-0  | 1-0  | 0-1  |
| Bologna           | 1-0  | –––– | 4-2  | 2-0  | 1-0  | 0-2  | 0-0  | 1-1  | 3-2  | 2-0  | 3-0  | 1-3  | 1-1  | 3-0  | 1-0  | 4-1  |
| Cagliari          | 0-0  | 1-0  | –––– | 2-2  | 2-3  | 0-1  | 3-0  | 0-1  | 0-1  | 1-0  | 2-0  | 2-2  | 1-0  | 1-0  | 1-0  | 1-1  |
| Fiorentina        | 4-0  | 3-0  | 3-0  | –––– | 1-2  | 2-1  | 1-0  | 0-1  | 3-1  | 1-0  | 3-0  | 2-1  | 2-0  | 2-1  | 0-0  | 2-0  |
| Inter             | 0-0  | 0-0  | 1-0  | 1-0  | –––– | 0-2  | 1-2  | 1-1  | 0-2  | 2-0  | 3-1  | 0-0  | 0-0  | 4-0  | 2-0  | 1-0  |
| Juventus          | 0-0  | 2-0  | 2-0  | 2-1  | 2-1  | –––– | 3-2  | 1-0  | 2-2  | 0-0  | 4-1  | 1-0  | 1-1  | 2-0  | 0-2  | 1-1  |
| Lanerossi Vicenza | 1-1  | 0-0  | 1-0  | 0-1  | 0-1  | 0-2  | –––– | 1-2  | 0-3  | 1-0  | 1-1  | 0-0  | 0-0  | 1-0  | 1-0  | 2-2  |
| Lazio             | 2-1  | 0-0  | 2-1  | 0-0  | 0-0  | 1-1  | 1-0  | –––– | 2-1  | 3-0  | 2-0  | 2-0  | 1-0  | 2-1  | 0-0  | 2-1  |
| Milan             | 9-3  | 3-1  | 1-1  | 2-0  | 3-2  | 2-2  | 2-0  | 3-1  | –––– | 1-0  | 4-0  | 3-1  | 3-1  | 3-1  | 1-0  | 2-1  |
| Napoli            | 1-0  | 1-1  | 1-1  | 3-0  | 2-0  | 1-1  | 2-0  | 1-0  | 0-0  | –––– | 1-1  | 1-0  | 0-0  | 1-0  | 1-1  | 1-1  |
| Palermo           | 1-2  | 1-1  | 0-1  | 1-0  | 0-2  | 0-1  | 0-1  | 0-2  | 0-1  | 1-0  | –––– | 1-1  | 0-0  | 1-1  | 2-1  | 0-0  |
| Roma              | 2-0  | 0-1  | 0-0  | 1-1  | 0-2  | 1-2  | 0-0  | 0-1  | 0-0  | 1-0  | 0-0  | –––– | 3-1  | 0-0  | 1-0  | 0-1  |
| Sampdoria         | 0-0  | 2-1  | 0-1  | 0-1  | 0-1  | 0-1  | 0-0  | 0-0  | 1-4  | 1-1  | 0-0  | 0-0  | –––– | 0-0  | 2-1  | 0-1  |
| Ternana           | 0-0  | 2-0  | 1-1  | 0-1  | 0-1  | 2-3  | 2-0  | 0-1  | 0-0  | 0-0  | 0-0  | 1-4  | 0-2  | –––– | 0-0  | 2-1  |
| Torino            | 2-1  | 3-1  | 0-0  | 3-0  | 4-0  | 2-1  | 3-0  | 0-0  | 2-2  | 0-0  | 2-0  | 2-0  | 0-1  | 2-0  | –––– | 3-2  |
| Verona            | 1-1  | 0-0  | 1-1  | 1-2  | 0-1  | 0-0  | 0-0  | 1-1  | 5-3  | 0-0  | 1-1  | 2-2  | 1-1  | 1-0  | 0-0  | –––– |

### Calendario
| andata (1ª) | andata (1ª) | 1ª giornata              | ritorno (16ª) | ritorno (16ª) |
|             |             |                          |               |               |
| 24 set.     | 0-2         | Bologna-Juventus         | 0-2           | 28 gen.       |
| 24 set.     | 0-0         | Cagliari-Atalanta        | 0-0           | 28 gen.       |
| 24 set.     | 0-0         | Lazio-Inter              | 1-1           | 28 gen.       |
| 24 set.     | 4-0         | Milan-Palermo            | 1-0           | 28 gen.       |
| 24 set.     | 1-0         | Napoli-Ternana           | 0-0           | 28 gen.       |
| 24 set.     | 0-1         | Sampdoria-Fiorentina     | 0-2           | 28 gen.       |
| 24 set.     | 3-0         | Torino-Lanerossi Vicenza | 0-1           | 28 gen.       |
| 24 set.     | 2-2         | Verona-Roma              | 1-0           | 28 gen.       |

| andata (2ª) | andata (2ª) | 2ª giornata                | ritorno (17ª) | ritorno (17ª) |
|             |             |                            |               |               |
| 1º ott.     | 0-0         | Atalanta-Napoli            | 0-1           | 4 feb.        |
| 1º ott.     | 0-1         | Fiorentina-Lazio           | 0-0           | 4 feb.        |
| 1º ott.     | 0-0         | Inter-Bologna              | 0-1           | 4 feb.        |
| 1º ott.     | 1-1         | Juventus-Verona            | 0-0           | 4 feb.        |
| 1º ott.     | 1-0         | Lanerossi Vicenza-Cagliari | 0-3           | 4 feb.        |
| 1º ott.     | 2-1         | Palermo-Torino             | 0-2           | 4 feb.        |
| 1º ott.     | 3-1         | Roma-Sampdoria             | 0-0           | 4 feb.        |
| 1º ott.     | 0-0         | Ternana-Milan              | 1-3           | 4 feb.        |

| andata (1ª) | andata (1ª) | 1ª giornata              | ritorno (16ª) | ritorno (16ª) |
|             |             |                          |               |               |
| 24 set.     | 0-2         | Bologna-Juventus         | 0-2           | 28 gen.       |
| 24 set.     | 0-0         | Cagliari-Atalanta        | 0-0           | 28 gen.       |
| 24 set.     | 0-0         | Lazio-Inter              | 1-1           | 28 gen.       |
| 24 set.     | 4-0         | Milan-Palermo            | 1-0           | 28 gen.       |
| 24 set.     | 1-0         | Napoli-Ternana           | 0-0           | 28 gen.       |
| 24 set.     | 0-1         | Sampdoria-Fiorentina     | 0-2           | 28 gen.       |
| 24 set.     | 3-0         | Torino-Lanerossi Vicenza | 0-1           | 28 gen.       |
| 24 set.     | 2-2         | Verona-Roma              | 1-0           | 28 gen.       |

| andata (2ª) | andata (2ª) | 2ª giornata                | ritorno (17ª) | ritorno (17ª) |
|             |             |                            |               |               |
| 1º ott.     | 0-0         | Atalanta-Napoli            | 0-1           | 4 feb.        |
| 1º ott.     | 0-1         | Fiorentina-Lazio           | 0-0           | 4 feb.        |
| 1º ott.     | 0-0         | Inter-Bologna              | 0-1           | 4 feb.        |
| 1º ott.     | 1-1         | Juventus-Verona            | 0-0           | 4 feb.        |
| 1º ott.     | 1-0         | Lanerossi Vicenza-Cagliari | 0-3           | 4 feb.        |
| 1º ott.     | 2-1         | Palermo-Torino             | 0-2           | 4 feb.        |
| 1º ott.     | 3-1         | Roma-Sampdoria             | 0-0           | 4 feb.        |
| 1º ott.     | 0-0         | Ternana-Milan              | 1-3           | 4 feb.        |

| andata (3ª) | andata (3ª) | 3ª giornata              | ritorno (18ª) | ritorno (18ª) |
|             |             |                          |               |               |
| 15 ott.     | 1-3         | Bologna-Roma             | 1-0           | 11 feb.       |
| 15 ott.     | 2-0         | Cagliari-Palermo         | 1-0           | 11 feb.       |
| 15 ott.     | 1-1         | Lazio-Juventus           | 0-1           | 11 feb.       |
| 15 ott.     | 9-3         | Milan-Atalanta           | 1-1           | 11 feb.       |
| 15 ott.     | 2-0         | Napoli-Lanerossi Vicenza | 0-1           | 11 feb.       |
| 15 ott.     | 0-1         | Sampdoria-Inter          | 0-0           | 11 feb.       |
| 15 ott.     | 2-0         | Torino-Ternana           | 0-0           | 11 feb.       |
| 15 ott.     | 1-2         | Verona-Fiorentina        | 0-2           | 11 feb.       |

| andata (4ª) | andata (4ª) | 4ª giornata             | ritorno (19ª) | ritorno (19ª) |
|             |             |                         |               |               |
| 29 ott.     | 0-1         | Atalanta-Verona         | 1-1           | 18 feb.       |
| 29 ott.     | 0-0         | Fiorentina-Torino       | 0-3           | 18 feb.       |
| 29 ott.     | 1-0         | Inter-Cagliari          | 3-2           | 18 feb.       |
| 29 ott.     | 2-2         | Juventus-Milan          | 2-2           | 18 feb.       |
| 29 ott.     | 1-2         | Lanerossi Vicenza-Lazio | 0-1           | 18 feb.       |
| 29 ott.     | 0-0         | Palermo-Sampdoria       | 0-0           | 18 feb.       |
| 29 ott.     | 1-0         | Roma-Napoli             | 0-1           | 18 feb.       |
| 29 ott.     | 2-0         | Ternana-Bologna         | 0-3           | 18 feb.       |

| andata (3ª) | andata (3ª) | 3ª giornata              | ritorno (18ª) | ritorno (18ª) |
|             |             |                          |               |               |
| 15 ott.     | 1-3         | Bologna-Roma             | 1-0           | 11 feb.       |
| 15 ott.     | 2-0         | Cagliari-Palermo         | 1-0           | 11 feb.       |
| 15 ott.     | 1-1         | Lazio-Juventus           | 0-1           | 11 feb.       |
| 15 ott.     | 9-3         | Milan-Atalanta           | 1-1           | 11 feb.       |
| 15 ott.     | 2-0         | Napoli-Lanerossi Vicenza | 0-1           | 11 feb.       |
| 15 ott.     | 0-1         | Sampdoria-Inter          | 0-0           | 11 feb.       |
| 15 ott.     | 2-0         | Torino-Ternana           | 0-0           | 11 feb.       |
| 15 ott.     | 1-2         | Verona-Fiorentina        | 0-2           | 11 feb.       |

| andata (4ª) | andata (4ª) | 4ª giornata             | ritorno (19ª) | ritorno (19ª) |
|             |             |                         |               |               |
| 29 ott.     | 0-1         | Atalanta-Verona         | 1-1           | 18 feb.       |
| 29 ott.     | 0-0         | Fiorentina-Torino       | 0-3           | 18 feb.       |
| 29 ott.     | 1-0         | Inter-Cagliari          | 3-2           | 18 feb.       |
| 29 ott.     | 2-2         | Juventus-Milan          | 2-2           | 18 feb.       |
| 29 ott.     | 1-2         | Lanerossi Vicenza-Lazio | 0-1           | 18 feb.       |
| 29 ott.     | 0-0         | Palermo-Sampdoria       | 0-0           | 18 feb.       |
| 29 ott.     | 1-0         | Roma-Napoli             | 0-1           | 18 feb.       |
| 29 ott.     | 2-0         | Ternana-Bologna         | 0-3           | 18 feb.       |

| andata (5ª) | andata (5ª) | 5ª giornata             | ritorno (20ª) | ritorno (20ª) |
|             |             |                         |               |               |
| 5 nov.      | 3-0         | Bologna-Palermo         | 1-1           | 4 mar.        |
| 5 nov.      | 2-2         | Cagliari-Roma           | 0-0           | 4 mar.        |
| 5 nov.      | 2-1         | Lazio-Ternana           | 1-0           | 4 mar.        |
| 5 nov.      | 2-0         | Milan-Lanerossi Vicenza | 3-0           | 4 mar.        |
| 5 nov.      | 3-0         | Napoli-Fiorentina       | 0-1           | 4 mar.        |
| 5 nov.      | 0-0         | Sampdoria-Atalanta      | 2-0           | 4 mar.        |
| 5 nov.      | 2-1         | Torino-Juventus         | 2-0           | 4 mar.        |
| 5 nov.      | 0-1         | Verona-Inter            | 0-1           | 4 mar.        |

| andata (6ª) | andata (6ª) | 6ª giornata               | ritorno (21ª) | ritorno (21ª) |
|             |             |                           |               |               |
| 12 nov.     | 1-0         | Atalanta-Torino           | 1-2           | 11 mar.       |
| 12 nov.     | 3-1         | Fiorentina-Milan          | 0-2           | 11 mar.       |
| 12 nov.     | 2-0         | Inter-Napoli              | 0-2           | 11 mar.       |
| 12 nov.     | 1-1         | Juventus-Sampdoria        | 1-0           | 11 mar.       |
| 12 nov.     | 0-0         | Lanerossi Vicenza-Bologna | 0-0           | 11 mar.       |
| 12 nov.     | 0-0         | Palermo-Verona            | 1-1           | 11 mar.       |
| 12 nov.     | 0-1         | Roma-Lazio                | 0-2           | 11 mar.       |
| 12 nov.     | 1-1         | Ternana-Cagliari          | 0-1           | 11 mar.       |

| andata (5ª) | andata (5ª) | 5ª giornata             | ritorno (20ª) | ritorno (20ª) |
|             |             |                         |               |               |
| 5 nov.      | 3-0         | Bologna-Palermo         | 1-1           | 4 mar.        |
| 5 nov.      | 2-2         | Cagliari-Roma           | 0-0           | 4 mar.        |
| 5 nov.      | 2-1         | Lazio-Ternana           | 1-0           | 4 mar.        |
| 5 nov.      | 2-0         | Milan-Lanerossi Vicenza | 3-0           | 4 mar.        |
| 5 nov.      | 3-0         | Napoli-Fiorentina       | 0-1           | 4 mar.        |
| 5 nov.      | 0-0         | Sampdoria-Atalanta      | 2-0           | 4 mar.        |
| 5 nov.      | 2-1         | Torino-Juventus         | 2-0           | 4 mar.        |
| 5 nov.      | 0-1         | Verona-Inter            | 0-1           | 4 mar.        |

| andata (6ª) | andata (6ª) | 6ª giornata               | ritorno (21ª) | ritorno (21ª) |
|             |             |                           |               |               |
| 12 nov.     | 1-0         | Atalanta-Torino           | 1-2           | 11 mar.       |
| 12 nov.     | 3-1         | Fiorentina-Milan          | 0-2           | 11 mar.       |
| 12 nov.     | 2-0         | Inter-Napoli              | 0-2           | 11 mar.       |
| 12 nov.     | 1-1         | Juventus-Sampdoria        | 1-0           | 11 mar.       |
| 12 nov.     | 0-0         | Lanerossi Vicenza-Bologna | 0-0           | 11 mar.       |
| 12 nov.     | 0-0         | Palermo-Verona            | 1-1           | 11 mar.       |
| 12 nov.     | 0-1         | Roma-Lazio                | 0-2           | 11 mar.       |
| 12 nov.     | 1-1         | Ternana-Cagliari          | 0-1           | 11 mar.       |

| andata (7ª) | andata (7ª) | 7ª giornata              | ritorno (22ª) | ritorno (22ª) |
|             |             |                          |               |               |
| 19 nov.     | 1-0         | Bologna-Atalanta         | 0-1           | 18 mar.       |
| 19 nov.     | 2-2         | Cagliari-Fiorentina      | 0-3           | 18 mar.       |
| 19 nov.     | 2-0         | Lazio-Palermo            | 2-0           | 18 mar.       |
| 19 nov.     | 3-2         | Milan-Inter              | 2-0           | 18 mar.       |
| 19 nov.     | 1-1         | Napoli-Juventus          | 0-0           | 18 mar.       |
| 19 nov.     | 0-0         | Sampdoria-Ternana        | 2-0           | 18 mar.       |
| 19 nov.     | 2-0         | Torino-Roma              | 0-1           | 18 mar.       |
| 19 nov.     | 0-0         | Verona-Lanerossi Vicenza | 2-2           | 18 mar.       |

| andata (8ª) | andata (8ª) | 8ª giornata                 | ritorno (23ª) | ritorno (23ª) |
|             |             |                             |               |               |
| 26 nov.     | 1-1         | Atalanta-Lazio              | 1-2           | 25 mar.       |
| 26 nov.     | 3-0         | Fiorentina-Bologna          | 0-2           | 25 mar.       |
| 26 nov.     | 2-0         | Inter-Torino                | 0-4           | 25 mar.       |
| 26 nov.     | 2-0         | Juventus-Cagliari           | 1-0           | 25 mar.       |
| 26 nov.     | 0-0         | Lanerossi Vicenza-Sampdoria | 0-0           | 25 mar.       |
| 26 nov.     | 1-0         | Palermo-Napoli              | 1-1           | 25 mar.       |
| 26 nov.     | 0-0         | Roma-Milan                  | 1-3           | 25 mar.       |
| 26 nov.     | 2-1         | Ternana-Verona              | 0-1           | 25 mar.       |

| andata (7ª) | andata (7ª) | 7ª giornata              | ritorno (22ª) | ritorno (22ª) |
|             |             |                          |               |               |
| 19 nov.     | 1-0         | Bologna-Atalanta         | 0-1           | 18 mar.       |
| 19 nov.     | 2-2         | Cagliari-Fiorentina      | 0-3           | 18 mar.       |
| 19 nov.     | 2-0         | Lazio-Palermo            | 2-0           | 18 mar.       |
| 19 nov.     | 3-2         | Milan-Inter              | 2-0           | 18 mar.       |
| 19 nov.     | 1-1         | Napoli-Juventus          | 0-0           | 18 mar.       |
| 19 nov.     | 0-0         | Sampdoria-Ternana        | 2-0           | 18 mar.       |
| 19 nov.     | 2-0         | Torino-Roma              | 0-1           | 18 mar.       |
| 19 nov.     | 0-0         | Verona-Lanerossi Vicenza | 2-2           | 18 mar.       |

| andata (8ª) | andata (8ª) | 8ª giornata                 | ritorno (23ª) | ritorno (23ª) |
|             |             |                             |               |               |
| 26 nov.     | 1-1         | Atalanta-Lazio              | 1-2           | 25 mar.       |
| 26 nov.     | 3-0         | Fiorentina-Bologna          | 0-2           | 25 mar.       |
| 26 nov.     | 2-0         | Inter-Torino                | 0-4           | 25 mar.       |
| 26 nov.     | 2-0         | Juventus-Cagliari           | 1-0           | 25 mar.       |
| 26 nov.     | 0-0         | Lanerossi Vicenza-Sampdoria | 0-0           | 25 mar.       |
| 26 nov.     | 1-0         | Palermo-Napoli              | 1-1           | 25 mar.       |
| 26 nov.     | 0-0         | Roma-Milan                  | 1-3           | 25 mar.       |
| 26 nov.     | 2-1         | Ternana-Verona              | 0-1           | 25 mar.       |

| andata (9ª) | andata (9ª) | 9ª giornata               | ritorno (24ª) | ritorno (24ª) |
|             |             |                           |               |               |
| 3 dic.      | 0-0         | Atalanta-Inter            | 0-0           | 8 apr.        |
| 3 dic.      | 1-0         | Bologna-Torino            | 1-3           | 8 apr.        |
| 3 dic.      | 2-1         | Juventus-Fiorentina       | 1-2           | 8 apr.        |
| 3 dic.      | 1-1         | Lanerossi Vicenza-Palermo | 1-0           | 8 apr.        |
| 3 dic.      | 2-1         | Lazio-Cagliari            | 1-0           | 8 apr.        |
| 3 dic.      | 3-1         | Milan-Sampdoria           | 4-1           | 8 apr.        |
| 3 dic.      | 1-1         | Napoli-Verona             | 0-0           | 8 apr.        |
| 3 dic.      | 1-4         | Ternana-Roma              | 0-0           | 8 apr.        |

| andata (10ª) | andata (10ª) | 10ª giornata                 | ritorno (25ª) | ritorno (25ª) |
|              |              |                              |               |               |
| 10 dic.      | 0-1          | Cagliari-Milan               | 1-1           | 15 apr.       |
| 10 dic.      | 1-0          | Fiorentina-Lanerossi Vicenza | 1-0           | 15 apr.       |
| 10 dic.      | 4-0          | Inter-Ternana                | 1-0           | 15 apr.       |
| 10 dic.      | 0-1          | Palermo-Juventus             | 1-4           | 15 apr.       |
| 10 dic.      | 2-0          | Roma-Atalanta                | 0-1           | 15 apr.       |
| 10 dic.      | 0-0          | Sampdoria-Lazio              | 0-1           | 15 apr.       |
| 10 dic.      | 0-0          | Torino-Napoli                | 1-1           | 15 apr.       |
| 10 dic.      | 0-0          | Verona-Bologna               | 1-4           | 15 apr.       |

| andata (9ª) | andata (9ª) | 9ª giornata               | ritorno (24ª) | ritorno (24ª) |
|             |             |                           |               |               |
| 3 dic.      | 0-0         | Atalanta-Inter            | 0-0           | 8 apr.        |
| 3 dic.      | 1-0         | Bologna-Torino            | 1-3           | 8 apr.        |
| 3 dic.      | 2-1         | Juventus-Fiorentina       | 1-2           | 8 apr.        |
| 3 dic.      | 1-1         | Lanerossi Vicenza-Palermo | 1-0           | 8 apr.        |
| 3 dic.      | 2-1         | Lazio-Cagliari            | 1-0           | 8 apr.        |
| 3 dic.      | 3-1         | Milan-Sampdoria           | 4-1           | 8 apr.        |
| 3 dic.      | 1-1         | Napoli-Verona             | 0-0           | 8 apr.        |
| 3 dic.      | 1-4         | Ternana-Roma              | 0-0           | 8 apr.        |

| andata (10ª) | andata (10ª) | 10ª giornata                 | ritorno (25ª) | ritorno (25ª) |
|              |              |                              |               |               |
| 10 dic.      | 0-1          | Cagliari-Milan               | 1-1           | 15 apr.       |
| 10 dic.      | 1-0          | Fiorentina-Lanerossi Vicenza | 1-0           | 15 apr.       |
| 10 dic.      | 4-0          | Inter-Ternana                | 1-0           | 15 apr.       |
| 10 dic.      | 0-1          | Palermo-Juventus             | 1-4           | 15 apr.       |
| 10 dic.      | 2-0          | Roma-Atalanta                | 0-1           | 15 apr.       |
| 10 dic.      | 0-0          | Sampdoria-Lazio              | 0-1           | 15 apr.       |
| 10 dic.      | 0-0          | Torino-Napoli                | 1-1           | 15 apr.       |
| 10 dic.      | 0-0          | Verona-Bologna               | 1-4           | 15 apr.       |

| andata (11ª) | andata (11ª) | 11ª giornata               | ritorno (26ª) | ritorno (26ª) |
|              |              |                            |               |               |
| 17 dic.      | 2-0          | Bologna-Napoli             | 1-1           | 22 apr.       |
| 17 dic.      | 1-0          | Cagliari-Sampdoria         | 1-0           | 22 apr.       |
| 17 dic.      | 0-2          | Lanerossi Vicenza-Juventus | 2-3           | 22 apr.       |
| 17 dic.      | 3-1          | Milan-Lazio                | 1-2           | 22 apr.       |
| 17 dic.      | 1-0          | Palermo-Fiorentina         | 0-3           | 22 apr.       |
| 17 dic.      | 0-2          | Roma-Inter                 | 0-0           | 22 apr.       |
| 17 dic.      | 0-0          | Ternana-Atalanta           | 0-0           | 22 apr.       |
| 17 dic.      | 3-2          | Torino-Verona              | 0-0           | 22 apr.       |

| andata (12ª) | andata (12ª) | 12ª giornata            | ritorno (27ª) | ritorno (27ª) |
|              |              |                         |               |               |
| 24 dic.      | 1-0          | Atalanta-Palermo        | 2-1           | 29 apr.       |
| 24 dic.      | 2-1          | Fiorentina-Roma         | 1-1           | 29 apr.       |
| 24 dic.      | 1-2          | Inter-Lanerossi Vicenza | 1-0           | 29 apr.       |
| 24 dic.      | 2-0          | Juventus-Ternana        | 3-2           | 29 apr.       |
| 24 dic.      | 0-0          | Lazio-Torino            | 0-0           | 29 apr.       |
| 24 dic.      | 0-0          | Napoli-Milan            | 0-1           | 29 apr.       |
| 24 dic.      | 2-1          | Sampdoria-Bologna       | 1-1           | 29 apr.       |
| 24 dic.      | 1-1          | Verona-Cagliari         | 1-1           | 29 apr.       |

| andata (11ª) | andata (11ª) | 11ª giornata               | ritorno (26ª) | ritorno (26ª) |
|              |              |                            |               |               |
| 17 dic.      | 2-0          | Bologna-Napoli             | 1-1           | 22 apr.       |
| 17 dic.      | 1-0          | Cagliari-Sampdoria         | 1-0           | 22 apr.       |
| 17 dic.      | 0-2          | Lanerossi Vicenza-Juventus | 2-3           | 22 apr.       |
| 17 dic.      | 3-1          | Milan-Lazio                | 1-2           | 22 apr.       |
| 17 dic.      | 1-0          | Palermo-Fiorentina         | 0-3           | 22 apr.       |
| 17 dic.      | 0-2          | Roma-Inter                 | 0-0           | 22 apr.       |
| 17 dic.      | 0-0          | Ternana-Atalanta           | 0-0           | 22 apr.       |
| 17 dic.      | 3-2          | Torino-Verona              | 0-0           | 22 apr.       |

| andata (12ª) | andata (12ª) | 12ª giornata            | ritorno (27ª) | ritorno (27ª) |
|              |              |                         |               |               |
| 24 dic.      | 1-0          | Atalanta-Palermo        | 2-1           | 29 apr.       |
| 24 dic.      | 2-1          | Fiorentina-Roma         | 1-1           | 29 apr.       |
| 24 dic.      | 1-2          | Inter-Lanerossi Vicenza | 1-0           | 29 apr.       |
| 24 dic.      | 2-0          | Juventus-Ternana        | 3-2           | 29 apr.       |
| 24 dic.      | 0-0          | Lazio-Torino            | 0-0           | 29 apr.       |
| 24 dic.      | 0-0          | Napoli-Milan            | 0-1           | 29 apr.       |
| 24 dic.      | 2-1          | Sampdoria-Bologna       | 1-1           | 29 apr.       |
| 24 dic.      | 1-1          | Verona-Cagliari         | 1-1           | 29 apr.       |

| andata (13ª) | andata (13ª) | 13ª giornata           | ritorno (28ª) | ritorno (28ª) |
|              |              |                        |               |               |
| 30 dic.      | 1-0          | Cagliari-Napoli        | 1-1           | 6 mag.        |
| 30 dic.      | 2-1          | Fiorentina-Ternana     | 1-0           | 6 mag.        |
| 30 dic.      | 0-0          | Juventus-Atalanta      | 2-0           | 6 mag.        |
| 30 dic.      | 0-0          | Lanerossi Vicenza-Roma | 0-0           | 6 mag.        |
| 30 dic.      | 0-0          | Lazio-Bologna          | 1-1           | 6 mag.        |
| 30 dic.      | 1-0          | Milan-Torino           | 2-2           | 6 mag.        |
| 30 dic.      | 0-2          | Palermo-Inter          | 1-3           | 6 mag.        |
| 30 dic.      | 0-1          | Sampdoria-Verona       | 1-1           | 6 mag.        |

| andata (14ª) | andata (14ª) | 14ª giornata              | ritorno (29ª) | ritorno (29ª) |
|              |              |                           |               |               |
| 7 gen.       | 1-1          | Atalanta-Fiorentina       | 0-4           | 13 mag.       |
| 7 gen.       | 3-2          | Bologna-Milan             | 1-3           | 13 mag.       |
| 7 gen.       | 0-2          | Inter-Juventus            | 1-2           | 13 mag.       |
| 7 gen.       | 0-0          | Napoli-Sampdoria          | 1-1           | 13 mag.       |
| 7 gen.       | 0-0          | Roma-Palermo              | 1-1           | 13 mag.       |
| 7 gen.       | 2-0          | Ternana-Lanerossi Vicenza | 0-1           | 13 mag.       |
| 7 gen.       | 0-0          | Torino-Cagliari           | 0-1           | 13 mag.       |
| 7 gen.       | 1-1          | Verona-Lazio              | 1-2           | 13 mag.       |

| andata (13ª) | andata (13ª) | 13ª giornata           | ritorno (28ª) | ritorno (28ª) |
|              |              |                        |               |               |
| 30 dic.      | 1-0          | Cagliari-Napoli        | 1-1           | 6 mag.        |
| 30 dic.      | 2-1          | Fiorentina-Ternana     | 1-0           | 6 mag.        |
| 30 dic.      | 0-0          | Juventus-Atalanta      | 2-0           | 6 mag.        |
| 30 dic.      | 0-0          | Lanerossi Vicenza-Roma | 0-0           | 6 mag.        |
| 30 dic.      | 0-0          | Lazio-Bologna          | 1-1           | 6 mag.        |
| 30 dic.      | 1-0          | Milan-Torino           | 2-2           | 6 mag.        |
| 30 dic.      | 0-2          | Palermo-Inter          | 1-3           | 6 mag.        |
| 30 dic.      | 0-1          | Sampdoria-Verona       | 1-1           | 6 mag.        |

| andata (14ª) | andata (14ª) | 14ª giornata              | ritorno (29ª) | ritorno (29ª) |
|              |              |                           |               |               |
| 7 gen.       | 1-1          | Atalanta-Fiorentina       | 0-4           | 13 mag.       |
| 7 gen.       | 3-2          | Bologna-Milan             | 1-3           | 13 mag.       |
| 7 gen.       | 0-2          | Inter-Juventus            | 1-2           | 13 mag.       |
| 7 gen.       | 0-0          | Napoli-Sampdoria          | 1-1           | 13 mag.       |
| 7 gen.       | 0-0          | Roma-Palermo              | 1-1           | 13 mag.       |
| 7 gen.       | 2-0          | Ternana-Lanerossi Vicenza | 0-1           | 13 mag.       |
| 7 gen.       | 0-0          | Torino-Cagliari           | 0-1           | 13 mag.       |
| 7 gen.       | 1-1          | Verona-Lazio              | 1-2           | 13 mag.       |

| \| andata (15ª) \| andata (15ª) \| 15ª giornata \| ritorno (30ª) \| ritorno (30ª) \| \| \| \| \| \| \| \| 21 gen. \| 1-0 \| Cagliari-Bologna \| 2-4 \| 20 mag. \| \| 21 gen. \| 1-2 \| Fiorentina-Inter \| 0-1 \| 20 mag. \| \| 21 gen. \| 1-0 \| Juventus-Roma \| 2-1 \| 20 mag. \| \| 21 gen. \| 1-1 \| Lanerossi Vicenza-Atalanta \| 1-0 \| 20 mag. \| \| 21 gen. \| 3-0 \| Lazio-Napoli \| 0-1 \| 20 mag. \| \| 21 gen. \| 2-1 \| Milan-Verona \| 3-5 \| 20 mag. \| \| 21 gen. \| 1-1 \| Palermo-Ternana \| 0-0 \| 20 mag. \| \| 21 gen. \| 2-1 \| Sampdoria-Torino \| 1-0 \| 20 mag. \| |              |                            |               |               |
| andata (15ª) | andata (15ª) | 15ª giornata               | ritorno (30ª) | ritorno (30ª) |
| |              |                            |               |               |
| 21 gen. | 1-0          | Cagliari-Bologna           | 2-4           | 20 mag.       |
| 21 gen. | 1-2          | Fiorentina-Inter           | 0-1           | 20 mag.       |
| 21 gen. | 1-0          | Juventus-Roma              | 2-1           | 20 mag.       |
| 21 gen. | 1-1          | Lanerossi Vicenza-Atalanta | 1-0           | 20 mag.       |
| 21 gen. | 3-0          | Lazio-Napoli               | 0-1           | 20 mag.       |
| 21 gen. | 2-1          | Milan-Verona               | 3-5           | 20 mag.       |
| 21 gen. | 1-1          | Palermo-Ternana            | 0-0           | 20 mag.       |
| 21 gen. | 2-1          | Sampdoria-Torino           | 1-0           | 20 mag.       |

| andata (15ª) | andata (15ª) | 15ª giornata               | ritorno (30ª) | ritorno (30ª) |
|              |              |                            |               |               |
| 21 gen.      | 1-0          | Cagliari-Bologna           | 2-4           | 20 mag.       |
| 21 gen.      | 1-2          | Fiorentina-Inter           | 0-1           | 20 mag.       |
| 21 gen.      | 1-0          | Juventus-Roma              | 2-1           | 20 mag.       |
| 21 gen.      | 1-1          | Lanerossi Vicenza-Atalanta | 1-0           | 20 mag.       |
| 21 gen.      | 3-0          | Lazio-Napoli               | 0-1           | 20 mag.       |
| 21 gen.      | 2-1          | Milan-Verona               | 3-5           | 20 mag.       |
| 21 gen.      | 1-1          | Palermo-Ternana            | 0-0           | 20 mag.       |
| 21 gen.      | 2-1          | Sampdoria-Torino           | 1-0           | 20 mag.       |

## Statistiche

### Squadre

#### Capoliste solitarie
|    | —— | —— | ——  | —— | —— | ——    | ——    | ——    | ——    | ——  | ——  | ——  | ——  | ——  | ——  | ——  | ——  | ——  | ——    | ——    | ——    | ——    | ——    | ——    | ——  | ——    | ——    | ——    | ——  | —— |  |
|    |    |    | Rom |    |    | Lazio | Lazio | Lazio | Lazio | Int |     | Int | Juv |     |     | Mil |     |     | Milan | Milan | Milan | Milan | Milan | Milan |     | Milan | Milan | Milan | Juv |    |  |
|    |    |    |     |    |    |       |       |       |       |     |     |     |     |     |     |     |     |     |       |       |       |       |       |       |     |       |       |       |     |    |  |
|    |    |    |     |    |    |       |       |       |       |     |     |     |     |     |     |     |     |     |       |       |       |       |       |       |     |       |       |       |     |    |  |
| 1ª | 2ª | 3ª | 4ª  | 5ª | 6ª | 7ª    | 8ª    | 9ª    | 10ª   | 11ª | 12ª | 13ª | 14ª | 15ª | 16ª | 17ª | 18ª | 19ª | 20ª   | 21ª   | 22ª   | 23ª   | 24ª   | 25ª   | 26ª | 27ª   | 28ª   | 29ª   | 30ª |    |  |

### Individuali

#### Classifica marcatori
| Gol | Rigori |  | Giocatore          | Squadra    |
| --- | ------ |  | ------------------ | ---------- |
| 17  | 4      |  | Giuseppe Savoldi   | Bologna    |
| 17  | 5      |  | Paolo Pulici       | Torino     |
| 17  | 7      |  | Gianni Rivera      | Milan      |
| 12  |        |  | Luciano Chiarugi   | Milan      |
| 12  | 1      |  | Roberto Boninsegna | Inter      |
| 12  | 1      |  | Gigi Riva          | Cagliari   |
| 10  |        |  | Alberto Bigon      | Milan      |
| 10  | 2      |  | Sergio Clerici     | Fiorentina |
| 10  | 4      |  | Giorgio Chinaglia  | Lazio      |
| 9   | 1      |  | José Altafini      | Juventus   |
| 8   |        |  | Roberto Bettega    | Juventus   |
| 8   | 3      |  | Franco Causio      | Juventus   |

### Media spettatori
Media spettatori della Serie A 1972-73: 32 176.
| Club       | Pos. | Media  |
| ---------- | ---- | ------ |
| Milan      | 1    | 53.977 |
| Napoli     | 2    | 53.202 |
| Lazio      | 3    | 45.591 |
| Roma       | 4    | 44.310 |
| Juventus   | 5    | 42.813 |
| Inter      | 6    | 42.426 |
| Torino     | 7    | 31.694 |
| Fiorentina | 8    | 31.689 |
| Bologna    | 9    | 27.981 |
| Cagliari   | 10   | 24.599 |
| Verona     | 11   | 23.225 |
| Sampdoria  | 12   | 22.527 |
| Atalanta   | 13   | 19.522 |
| Ternana    | 14   | 19.159 |
| Palermo    | 15   | 16.405 |
| Vicenza    | 16   | 15.700 |

### Esplicative
1. ↑  Milan qualificato in Coppa delle Coppe 1973-1974 come vincitore della Coppa Italia 1972-1973.
2. ↑  Fiorentina e Inter sono state classificate a pari merito per i seguenti motivi:
• non era in discussione la qualificazione in Coppa UEFA 1973-1974 essendo il Torino a 6 punti, e perciò disputare una gara di spareggio non era necessario né tanto meno utile a campionato terminato;
• il giudice sportivo e il direttivo della LNP in applicazione dell'articolo 23 comma E ed F del Regolamento Organico (titolo IV, "l'attività sportiva" nel paragrafo "Norme generali sui campionati e tornei e sulla attività agonistica") non ha applicato la differenza reti perché in questo caso il regolamento non lo prevedeva affatto visto che non si doveva assegnare un titolo sportivo sia di vittoria, che di accesso alla Coppa oppure di retrocessione. L'errore di utilizzare in questo caso la differenza reti è di natura giornalistica, visto che tutte le pagine sportive la applicavano su qualunque posizione di classifica senza tenere conto dei regolamenti FIGC (che venivano spiegati solo a fine campionato). La cosa è evidente proprio nell'edizione 1974 dell'Almanacco illustrato del calcio, perché in classifica per tutte le posizioni è utilizzata la differenza reti, ma nel commento alla stagione si dice esplicitamente che «[...] Breve interlocutrice, ma solo per il girone di andata, l'Inter, poi distrutta dalle contestazioni interne, finita al quarto posto assieme alla Fiorentina [...]».[13] La differenza reti è stata invece utilizzata per definire la qualificazione del Torino nei confronti del Bologna.
3. ↑  Giocata in campo neutro allo stadio Comunale di Arezzo, per la squalifica dello stadio Olimpico di Roma.[14]
4. ↑  Giocata in campo neutro allo stadio Cibali di Catania, per la squalifica dello stadio La Favorita di Palermo.[15]
5. ↑  Risultato a seguito di giudizio sportivo: la partita si concluse sul punteggio di 1-2,[16] ma in seguito all'invasione di campo dei tifosi romanisti venne tramutato in 0-2.[17]

### Bibliografiche
1. ↑  Panini, p. 12.
2. 1 2  Panini, I campioni, p. 6.
3. ↑   Dino Zoff, su solocalcio.com. URL consultato il 5 ottobre 2017 (archiviato dall'url originale il 2 marzo 2022).
4. 1 2 3  Panini, Il big, p. 7.
5. ↑  Panini, p. 13.
6. ↑   Giorgio Dell'Arti, José Altafini, su cinquantamila.corriere.it, Catalogo dei viventi 2015, 22 gennaio 2015. URL consultato il 5 ottobre 2017 (archiviato dall'url originale il 24 marzo 2013).
7. 1 2  Panini, Il boom, p. 7.
8. ↑   Roberto Beccantini, La Ternana anni 70 di Viciani, piccola Ajax de noantri, in La Gazzetta dello Sport, 11 luglio 2013.
9. 1 2 3 4 5 6  Panini, La storia, p. 6.
10. 1 2  Panini, Il caso, p. 7.
11. ↑  Panini, Il flop, p. 7.
12. ↑  Panini, I capocannonieri, p. 7.
13. ↑  Beltrami, p. 145.
14. ↑   La Caf ha respinto il reclamo della Roma, in La Stampa, 21 gennaio 1973,  p. 16.
15. ↑   Palermo-Cagliari si gioca a Catania, in La Stampa, 6 febbraio 1973,  p. 16.
16. ↑   Squalifica sicura per l'Olimpico, in Stampa Sera, 18 dicembre 1972,  p. 10.
17. ↑   Due turni di squalifica all'Olimpico, in La Stampa, 21 dicembre 1972,  p. 18.
18. ↑  (EN) Attendance Statistics of Serie A, su stadiapostcards.com.